# Scobinancistrus aureatus
Scobinancistrus aureatus (Скобінанциструс золотий) — вид риб з роду Scobinancistrus родини Лорікарієві ряду сомоподібні.

## Опис
Загальна довжина сягає 25 см. Спостерігається статевий диморфізм: самці більші за самиць. Голова велика, широка, сильно сплощена зверху. У самці морда квадратної форми, у самиць — округлої. Очі невеличкі. Рот великий, являє собою потужну присоску. У самців на грудних плавцях є колючі щетинки.
Забарвлення темно-коричневе, з численними жовто-золотавими цятками на голові, тулубі і плавцях (окрім хвостового). На голові — дрібніше. Спинний і хвостовий плавці, кінчики грудних плавців помаранчевого кольору. Інші плавці — жовто-помаранчеві. Рот-присоска є яскраво-жовтим. Мальки і молодь чорно або темно-сірого кольору, де тулубом розкидані великі округлі плями жовтувато-білого кольору. З віком кількість плям збільшується, а їх розмір зменшується.

## Спосіб життя
Є демерсальною рибою. Воліє до чистої води, насиченою киснем. Зустрічається у швидких річках з піщано-скелястим дном. Територіальна риба. Вдень ховається під каміннями, сланцями, у вузьких проходах. Активна в присмерку та вночі. Живиться детритом і личинками комах.
Тривалість життя становить 8-10 років.

## Розповсюдження
Мешкає у басейні річки Шінгу (Бразилія).